# Спека у Пакистані (2015)
Спека в Пакистані 2015 — сильна хвиля спеки, що поширилась Пакистаном (основні міста впливу: Сінд, Південний Пенджаб, Белуджистан) у червні 2015 року. Станом на 24 червня 2015 року від аномальної спеки в Пакистані загинуло понад 1,200 осіб (в основному в місті Карачі). У містах Ларкана, Турбат та Сібі стовпчик термометра підіймався до 49°С (зафіксовано 20 червня).
Спека в Пакистані почалася під час ісламського місяця Рамадан. У місті Карачі вперше з 1979 року було зафіксовано такі високі показники ртутного стовпчика.

## Привід
Асіф Шуя, колишній генеральний директор Агентства з охорони навколишнього середовища Пакистану заявив, що аномальна спека в Пакистані — результат глобальної зміни клімату. Окрім цього до вагомих причин було зараховано: вирубку лісів, розбудова асфальтобетонних доріг та високий відсоток урбанізації. Також він додав, що протягом останніх 100 років температура на Землі змінилася з 15,5 °C до 16,2 °C. З місцевих причин аномальної спеки Шуя назвав відсутність сучасних технолоґій для прогнозування погоди в Пакистані.

## Постраждалі місцини

### Карачі
У місті Карачі станом на 24 червня 2015 року загинуло близько 830 осіб. Причинами смертей стали зневоднення та тепловий удар. Загальна кількість загиблих у провінції Сінд складає від 830-1,213 осіб. Поки що 119 трупів були доставлені в лікарню Шахід Аббасі, 219 тіл у JPMC (місцевий госпіталь) та ще близько 98 загиблих у Цивільний Госпіталь. Численні трупи знаходять у приватних медичних закладах. Також поніс втрати і місцевий зоопарк: через спеку загинуло 7 тварин.

### Тгатта
У місті Тгатта (що в інтер'єрі Сінд) загинуло п'ять осіб.

### Тгарпаркер
За офіційними даними в районі Тгарпаркер загинула одна людина, немовля та двоє дітей.

## Рекордна температура
Високі температури були зафіксовані в південних районах Пакистану. Температура коливалася від 49 °C в Ларкані та Сібі до 45 °C (113 °F) в Карачі. 40 °C було зафіксовано в Мултані тоді як у провінції Белуджистан стовпчик термометра сягав 49 °C.
| Дата           | Місцина      | Температура |
| -------------- | ------------ | ----------- |
| 20 червня 2015 | Карачі       | 45 °C       |
| 20 червня 2015 | Ларкана      | 49 °C       |
| 20 червня 2015 | Турбат       | 49 °C       |
| 20 червня 2015 | Сібі         | 49 °C       |
| 20 червня 2015 | Рагім Яр Хан | 43 °C       |
| 20 червня 2015 | Даду         | 44 °C       |
| 20 червня 2015 | Мултан       | 40 °C       |
| 20 червня 2015 | Навабшах     | 41 °C       |
| 20 червня 2015 | Гайдарабад   | 42 °C       |

## Надання допомоги
На терени Пакистану було збільшено ввіз ліків для надання невідкладної допомоги постраждалим мешканцям міст.

## Наслідки
Прем'єр-міністр Пакистану Наваз Шариф оголосив надзвичайний стан. Університет Карачі через інтенсивну спеку відклав іспити принаймні на один місяць.